# 「還警於民」集會
「還警於民」集會是指2019年8月25日一場由「警員親屬連線」發起的集會。他們在愛丁堡廣場集會，隨後遊行到特首辦及香港警察總部遞交請願信。他們要求「政治問題政治解決」，提出「成立獨立調查委員會」等訴求。大會指有400人參與。

## 背景

### 警隊執法過程備受爭議
在整場反送中運動中，香港警務處多次被指濫權。「警員親屬連線」希望前線警員能克己自律，不徇私、不畏懼、不懷惡意地公平執法。

### 紀律部隊宿舍成戰場
在整場運動中，紀律部隊宿舍多次成為被攻擊目標，令宿舍的居民人心惶惶。

### 警員親屬受欺凌
除了警員本身外，其親屬亦受牽連。「警員親屬連線」認為這個現象並不健康，但「事出必有因」。